# Pointvillers
Pointvillers korábbi község (település) Franciaországban, Doubs megyében. 2017. január 1-jén Montfort községgel egyesült és Le Val új község része lett.
Lakosainak száma 142 fő (2013). Pointvillers Cussey-sur-Lison, Échay, Goux-sous-Landet, Montfort és Pessans községekkel határos.

## Népesség
A település népességének változása:

| 2013 | 142 |